# Mike Arcuri
Pour les articles homonymes, voir Arcuri.
Michael Angelo Arcuri dit Mike Arcuri, né le 11 juin 1959 à Utica (New York), est un homme politique américain membre du Parti démocrate. Il est élu pour l'État de New York à la Chambre des représentants des États-Unis de 2007 à 2011.

## Biographie

### Origines et débuts professionnels
Mike Arcuri est né et a grandi à Utica, dans l'Upstate New York. Il est diplômé d'un bachelor of arts de l'université d'État de New York à Albany en 1981 puis d'un juris doctor de la New York Law School en 1984.
Une fois diplômé, il ouvre un cabinet d'avocats dans sa ville natale. Il est également enseignant en université. En 1993, il est élu procureur de district pour le comté d'Oneida, autour d'Utica. Il est réélu à ce poste pendant 13 ans.

### Représentant des États-Unis (2007-2011)

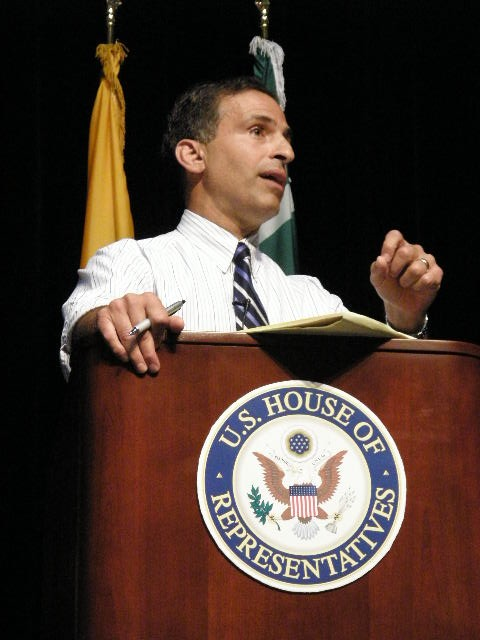
Mike Arcuri lors d'une réunion publique en 2009.

Lors des élections de 2006, Arcuri se présente à la Chambre des représentants des États-Unis dans le 24e district de l'État de New York, où le républicain sortant Sherwood Boehlert n'est pas candidat. La circonscription, qui s'étend des Finger Lakes à l'ouest aux Adirondacks à l'est, est plutôt favorable aux républicains, ayant voté à 52 % pour George W. Bush en 2004 contre John Kerry (46 %). Durant la campagne, Arcuri se présente comme plus proche politiquement du représentant sortant que le candidat républicain, le sénateur conservateur Ray Meier. Bénéficiant de son image de centriste, du fait que le comté d'Oneida soit le plus important du district et du climat national favorable aux démocrates, il bat Meier avec 54 % des suffrages contre 45 %. Arcuri devient le premier représentant démocrate du district depuis 1983.
À la Chambre des représentants, il est membre de la commission du transport et des infrastructures et de la commission des règles, qui valide les lois qui peuvent poursuivre leur parcourir législatif.
En 2008, Arcuri bat le républicain modéré Richard L. Hanna avec 52 % des voix,,, un résultat plus serré qu'escompté. Le même jour, le district élit Barack Obama président, avec deux points d'avance sur John McCain. Certains analystes politiques expliquent cette contre-performance par sa campagne positive et son absence de réponse aux publicités négatives lui ont coûté des voix en fin de campagne. Arcuri évoque le caractère historiquement républicain de la circonscription.
Lors des élections de mi-mandat de 2010, les deux adversaires — aux positions politiques proches — s'affrontent à nouveau dans une élection serrée. Arcuri attaque notamment Hanna en estimant qu'il est moins modéré qu'il ne le laisse croire et en critiquant son passé d'homme d'affaires. Alors que les républicains reprennent le contrôle de la Chambre des représentants, Arcuri est battu par Hanna (53 % des suffrages contre 46,8 %).

### Après le Congrès
Après sa défaite, Arcuri reprend sa carrière d'avocat à Utica.
En 2016, il se présente au poste de juge du comté d'Oneida, pour un mandat de dix ans. Le poste est laissé vacant par Barry M. Donalty, qui a atteint la limite d'âge de 70 ans. Arcuri, soutenu par le Parti démocrate, fait campagne sur son expérience de procureur de district et de législateur. Il affronte l'adjoint au procureur du district Robert Bauer, candidat soutenu par les républicains qui estime que le poste exige une personnalité qui ne soit « pas politique » (contrairement à Arcuri). Le démocrate est battu par Bauer, qui rassemble 42 662 voix (53,2 %) contre 37 531 (46,8 %) pour Arcuri.

## Positions politiques
Mike Arcuri est considéré comme un démocrate modéré. Lors de sa première campagne au Congrès, il se montre conservateur sur les questions économiques et plutôt libéral sur les questions de société (favorable à l'avortement et opposé à l'interdiction du mariage homosexuel),. Il est toutefois opposé au contrôle des armes à feu.
Une fois élu, il rejoint la Blue Dog Coalition regroupant les démocrates conservateurs et modérés,. Lors de son premier mandat, Arcuri vote le plus souvent avec la majorité démocrate notamment pour la hausse du salaire minimum et le retrait des troupes américaines d'Irak. Sous la présidence de Barack Obama, il s'oppose toutefois à deux réformes démocrates majeures : l'instauration d'un marché des droits à polluer et la version finale de la réforme de la santé (Obamacare).